# Restaurant Relæ
Restaurant Relæ var en dansk restaurant, beliggende på Jægersborggade på Nørrebro i København. Den har fra marts 2012 været tildelt én stjerne i Michelinguiden. Relæ blev åbnet i august 2010. Restauranten lukkede i 2020.

## Historie
Den dansk-sicilianske kok Christian F. Puglisi og restaurantchef Kim Rossen åbnede restauranten i et kælderlokale 20. august 2010, og havde plads til 45 spisende gæster ved bordene, og nogle stykker i baren. Restauranten serverede udelukkende økologiske retter, brugte blandt andet billigt bestik og var indrettet med genbrugsmøbler, uden dug på bordene.
I 2011 kom Relæ i Bib-Gourmand-kategorien af Michelinguiden, inden den i marts 2012, som den første økologiske restaurant i verden, fik én stjerne i den berømte guide. Ved de efterfølgende årlige uddelinger bevarede Relæ sin stjerne, hvor februar 2018 var den seneste.
Relæ blev i 2014 kritiseret for dårlige arbejdsforhold, hvor den blandt andet havde aflønnet med 100 kr. i timen, for at arbejde på alle tider af døgnet.
I 2016 begyndte de første grøntsager at spire på gården "Farm of Ideas" i Lejre, hvor Christian F. Puglisi havde taget initiativ til at etablere et projekt, som bl.a. skulle sikre økologiske grøntsager, mælk og kød til hans restauranter i København: Relæ, Manfreds, Mirabelle og Bæst.
Efter seks år i køkkenet på sin michelinrestaurant Relæ valgte Christian F. Puglisi at overlade rollen som køkkenchef til sin kreative souschef, canadiske Jonathan Tam, der havde været med i køkkenet i Jægersborggade helt fra starten. I stedet ønskede Christian F. Puglisi at koncentrere sig om spisestedet Manfreds og landbruget.
I 2016 blev Relæ ratet som nummer 40 på listen over ”World's 50 Best Restaurants 2016” og vandt specialprisen "Sustainable Restaurant Award": Verdens mest bæredygtige restaurant.